# مونيا إفريقي
مونيا أفريقي او فضي المنقار الإفريقي (الاسم العلمي: Lonchura cantans) (بالإنجليزية: African Silverbill)‏ هي نوع من الطيور تتبع جنس المونيا من فصيلة شمعية المنقار.